# 帝国館 (豊橋市)
帝国館（ていこくかん）は、愛知県豊橋市上伝馬町にあった映画館。
前身は1893年（明治26年）に設立された演劇場の弥生座であり、1921年（大正10年）に映画館に転換して帝国館となった。1945年6月の豊橋空襲で焼失し、跡地には1945年から1950年まで第一映画劇場/豊橋第一東映劇場が存在した。

## 歴史

### 帝国館(1921-1945)

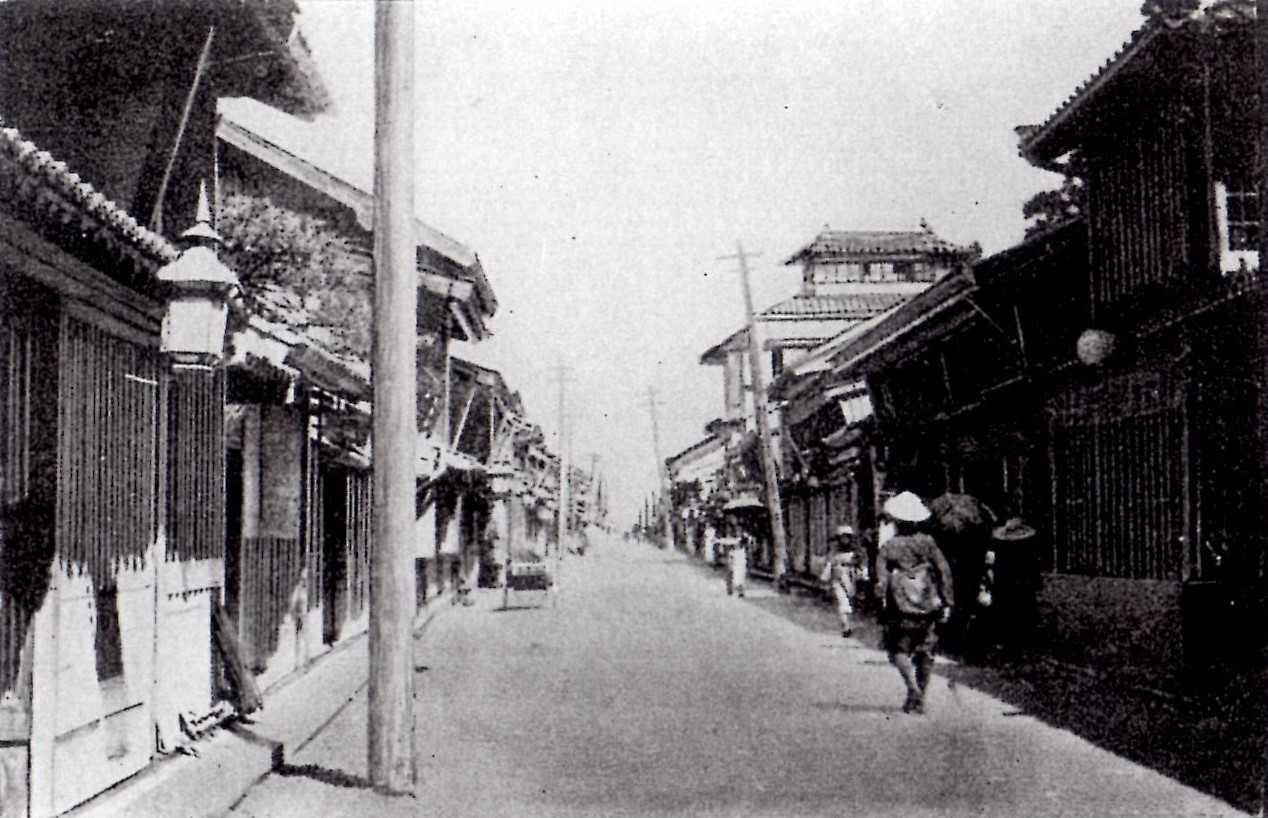
明治時代末期の上伝馬通

帝国館の前身は、1893年（明治26年）に上伝馬町に設立された演劇場の弥生座である。1901年（明治34年）10月には同じく上伝馬町の朝日座で、豊橋初とされる活動写真の上映が行われた。明治時代の上伝馬町には弥生座（演劇/演芸）のほかに、朝日座と河原座（演芸）があった。
1921年（大正10年）には弥生座が映画館に転換して帝国館となった。建物は木造2階建の洋館であり、内部は天井が高く、極彩色のエジプト風絵画が飾られていた。帝国館は日活の直営だったが、昭和初期にはアメリカ映画も上映した。モギリ嬢はエプロンを羽織っており、二階席への上り口には法被を着た下足番がいた。二階席の前方には青い絨毯が敷かれており、後方は背もたれ付きの長椅子が雛壇となっていた。一階席は7-8人掛けの長椅子が並んでおり、中央の通路を挟んで左側が紳士席、右側が婦人席、中央が同伴席となっていた。大正末期の時点では、豊橋市内の映画館は当館のほか、豊明館、オペラ館、大盛館、錦正館、有楽館の5館が存在した。
1945年（昭和20年）6月19日深夜から20日未明、太平洋戦争時の豊橋空襲で焼失した。この空襲では帝国館のほかに、錦館、キネマパワー、花田館、豊橋東宝映画劇場も焼失しており、一時的に豊橋から映画館が消えている。

### 第一映画劇場/豊橋第一東映劇場(1945-1950)
終戦後の1945年10月末には帝国館の焼け跡に第一映画劇場が開館している。終戦後の数年間は娯楽を求める豊橋市民で満員だった。ヨーロッパ映画の上映が多かったが、1949年（昭和24年）には東映封切館となって豊橋第一東映劇場に改称。なお、この頃の萱町には第一映画劇場、第一銀行、第一生命保険などがあり、第一通りと呼ばれた。1950年（昭和25年）に閉館となった。